# جو شرايبر
جو شرايبر (بالإنجليزية: Joe Schreiber)‏ (1969، ميشيغان في الولايات المتحدة)؛ كاتب للأطفال وروائي أمريكي.